# Shusaku Hirasawa
Shusaku Hirasawa (Prefectura d'Akita, Japó, 5 de març de 1949), és un exfutbolista japonès. Va disputar 11 partits amb la selecció japonesa.